# 47th (ligne verte du métro de Chicago)
Pour les articles homonymes, voir 47 (homonymie).
Ne doit pas être confondu avec 47th (ligne rouge du métro de Chicago).
47th  est une station aérienne du métro de Chicago de la ligne verte sur le tronçon de la South Side Main Line. Elle a été construite en 1892, lorsque la South Side Rapid Transit a étendu son service  vers le sud afin de desservir l'exposition universelle de Chicago en 1893.

## Description
La station originale conçue par Myron H. Church était un bâtiment en brique avec quelques éléments de style Queen Anne. 47th est typique des autres stations aériennes de la South Side Rapid Transit, elle est composée de deux quais latéraux couverts de auvents en étain.
En juillet 1959, des escaliers de sortie auxiliaires ont été ajoutés à la station  afin de fluidifier le trafic des passagers sur les quais.
Au début des années 1980 il a été décidé, vu son état de délabrement, que la station devait être remplacée complètement. En juillet 1981, le chantier d’un budget d’un million de dollars a débuté avec la démolition de l’entrée principale de la station. En décembre de la même année, la plate-forme en direction du sud fut rouverte et les travaux débutèrent sur la plate-forme nord. Le 7 mai 1982, elle rouvre ses portes sous une forme beaucoup plus utilitaire que la station originale et le service y reprend normalement.
Le 21 février 1993, la South Side Englewood-Jackson Park Line, anciennement associé à la ligne vers Howard au nord est déviée par le Loop et Lake Street en direction de son terminus actuel de Harlem/Lake.
Le 9 janvier 1994, la ligne verte est fermée pour une réhabilitation de deux ans. Toutes les stations sur la ligne, y compris 47th, sont fermées et rénovées. Vu que 47th avait été reconstruite en 1982, la station fut seulement repeinte selon la nouvelle signalétique de la ligne verte et deux ascenseurs furent construits afin de la rendre accessible aux personnes a mobilité réduite.
47th rouvre ses portes le 12 mai 1996.

## Les correspondances avec lebus
- #47th

## Dessertes
| Nord/Ouest            |  |             |  | Sud/Est                                |
| --------------------- |  | ----------- |  | -------------------------------------- |
| 43rd vers Harlem/Lake |  | ligne verte |  | 51st vers Cottage Grove / Ashland/63rd |
| modifier sur Wikidata |  |             |  |                                        |